# 2054
2054 (MMLIV) será un año normal comenzado en jueves en calendario gregoriano. Será también el número 2054 anno Dómini o de la designación de la era cristiana. Será el quincuagésimo cuarto año del Siglo XXI y del III milenio. También el cuarto de la sexta década del Siglo XXI y el quinto del decenio de los Años 2050. Será designado como:
• El Año del Perro, según el horóscopo chino.

## Acontecimientos
- El Acuerdo de Hawksbill Creek que otorga exenciones fiscales y estatus económico especial para Freeport, Bahamas, está a punto de expirar. [1]

- Copa Mundial de Fútbol de 2054.

- Centenario de la Copa Mundial de Fútbol de 1954.